# Ismael Calvo Madroño
Ismael Calvo Madroño (Pozoantiguo, 17 de mayo de 1858 - Madrid, 1919) fue un político y catedrático español.

## Biografía
Ismael Calvo comenzó como catedrático de la facultad de Derecho de la Universidad Central, secretario de la misma facultad, por sus cargos y categoría es consejero de Instrucción Pública, senador del reino, vocal de la Junta de Clases Pasivas del Magisterio, exsecretario del Tribunal de lo Contencioso-Administrativo, exayudante del Cuerpo de Archiveros, Bibliotecarios y Arqueólogos, académico, profesor de la Real Academia de Legislación y Jurisprudencia, y un largo etcétera de cargos y actividades.
Ismael dejó un testimonio de su tierra con la obra que lleva por título «La Provincia de Zamora», que fue publicada en Madrid por la Librería General de Victoriano Suárez en 1914.
Fue Senador por la Universidad de Salamanca en las legislaturas de 1910-1911, 1916-1917, 1918-1919. Juró el cargo el 22 de junio de 1910.
Gracias a él, se construyeron las escuelas de su pueblo natal, Pozoantiguo, donde la calle principal lleva su nombre.

## Expediente académico
- Bachiller en Artes.
- Notario.
- Licenciado en Filosofía y Letras.
- Doctor en la misma Facultad.
- Licenciado en Derecho civil y canónico.
- Doctor en Derecho.
- En la Escuela de Diplomática aprobó las asignaturas de Paleografía general y crítica, Arqueología e Historia de las Bellas Artes y Bibliografía.

## Servicios militares
Tres años en activo servicio, desde el reemplazo de 1878, en que cubrió plaza por su suerte, hasta 1881, que obtuvo licencia ilimitada; un año en esta situación y cuatro en la reserva, hasta 1886, en que recibió la licencia absoluta. (De los tres años de servicio activo, más de dos los prestó en el Ministerio de la Guerra)

## Cargos oficiales
- Aspirante por oposición del Cuerpo facultativo de Archiveros, Bibliotecarios y Anticuarios, en 1 de marzo de 1886, habiendo obtenido en las oposiciones el número primero de la Sección de Museos, y siendo destinado al Museo Arqueológico Nacional.
- Ayudante de tercer grado del mismo Cuerpo, por ascenso de antigüedad en la escala en 21 de noviembre de 1887.
- Ayudante de segundo grado de dicho Cuerpo facultativo, también por ascenso de antigüedad en la escala, obtenido en 31 de enero de 1888.
- Auxiliar de la Secretaría del mismo Museo, desde que entró en el mismo hasta que dejó de pertenecer a él por pase a otro destino.
- Secretario de Sala del Tribunal de  lo Contencioso-administrativo (en el Consejo de Estado), mediante oposición, en la que obtuvo el primer lugar de la primera terna, habiendo tomado posesión de este destino en 11 de marzo de 1891, y cesado en 24 de abril de 1895.
- Catedrático de Instituciones de Derecho romano en la Universidad Central, mediante oposición, en la que obtuvo el número primero, habiendo tomado posesión de dicha cátedra en 25 de abril de 1895.
- Secretario de la Facultad de Derecho de la Universidad Central, por orden del Rectorado de 2 de octubre de 1895, a propuesta del Excmo. Sr. Decano, y en virtud del voto unánime del Claustro de Profesores.
- Consejero de Instrucción pública, por Real Decreto de 1 de noviembre de 1895.
- Vocal de la Comisión Permanente de dicho Consejo, por Real orden de 15 de noviembre de 1895.
- Vocal de la Junta de clases pasivas del Magisterio de Cuba y Puerto Rico, por Real orden de 21 de noviembre de 1895.
- Vocal del Tribunal de oposiciones a las cátedras de Latín y Castellano, vacantes en los Institutos de Jerez, León, Tapia y Baeza, por Real orden de 7 de junio de 1888.
- Vocal del Tribunal de oposiciones a las cátedras de Latín y Castellano, vacantes en los Institutos de Segovia, Cuenca y Canarias, por Real orden de 1 de octubre de 1891.
- Vocal del Tribunal de oposiciones a la cátedra de Lengua sánscrita, vacante en la Universidad Central, por Real orden de 27 de julio de 1894.
- Presidente del Tribunal de oposiciones a la cátedra de Instituciones de Derecho romano, vacante en la Universidad de Salamanca, por Real orden de 16 de marzo de 1896.
- Presidente del Tribunal de oposiciones a la cátedra de Instituciones de Derecho romano, vacante en la Universidad de Santiago, por Real orden de 11 de abril de 1896.
- Vocal del Tribunal para juzgar las oposiciones de ingreso en la carrera consular, en virtud de Real orden expedida por el Ministerio de Estado en 26 de octubre de 1896.
- Presidente del Tribunal  de oposiciones a las cátedras de Legislación mercantil comparada y Sistemas aduaneros, vacantes en las Escuelas de Comercio de Alicante, Cádiz y Valladolid, por Real orden de 4 de diciembre de 1896.
- Presidente del Tribunal  de oposiciones a la cátedra de Historia general del desarrollo del Comercio y de la Industria y complemento de la Geografía, vacante en la Escuela superior de Comercio de Barcelona.
- Vocal suplente del Tribunal para juzgar las oposiciones a ingreso en el Cuerpo de Aspirantes a los Registros de la Propiedad, por Real orden de 22 de marzo de 1897.

## Títulos y honores no oficiales
- Socio numerario de la Real Academia de Jurisprudencia y Legislación, en 9 de abril de 1884.
- Académico Profesor de dicha Real Academia, en 20 de noviembre de 1893.
- Vocal de la Comisión de Fomento de la misma Real Academia para el curso de 1896 a 97.
- Vicepresidente de la expresada Comisión de Fomento para el curso de 1897 a 98.
- Presidente de la Sociedad Facultativa de Ciencias y Letras, elegido en 1896.
- Socio de la Real Sociedad Económica Matritense de Amigos del País, desde 6 de febrero de 1897.
- Abogado consultor de la Embajada de Austria-Hungría en España, nombrado en 21 de abril de 1906.
- Socio numerario del Instituto Ibero-Americano de Derecho comparado, desde 20 de junio de 1909.

## Obras
- Catálogo de la biblioteca del Congreso de los Diputados, Madrid, 1889.
- Los poderes del Estado. Sus conflictos y manera de resolverlos, discurso leído para obtener el grado de Doctor en Derecho, Madrid, J. Góngora y Álvarez, Impresor, 1891.
- Programa de instituciones de derecho romano según el orden de las de Justiniano, Madrid, Imprenta de J. Góngora Álvarez, 1895.
- Imperatoris Iustiniani institutionum. Libri quatuor. Adiecta sunt aliquot ex constitutionibus fragmenta et ex digestis titulus de regulis iuris, traducción al castellano por Ismael Calvo y Madroño, Madrid, Centro Editorial de Góngora, 1895 (Est. Tip. de José Góngora).
- CABALLERO Y MONTES, José María, Estudios sobre el procedimiento contencioso administrativo. Providencias que causan estado, prólogo de Ismael Calvo y Madroño, Madrid, Imprenta de José Góngora Álvarez, 1896.
- Sumario de las explicaciones del profesor de la asignatura de Derecho Romano de la Universidad Central, arregladas al programa del mismo por C. de la R., Madrid, Librería General de Victoriano Suárez, 1897-1899, 3 volúmenes.
- Condiciones jurídicas de la libertad de enseñanza, Madrid, Lit. Crespo, 1902.
- Asamblea de Enseñanza Universitaria. Condiciones jurídicas de la libertad de Enseñanza, Madrid, 1902.
- Descripción geográfica, histórica y estadística de la provincia de Zamora, Madrid, Librería General de Victoriano Suárez, 1914.